# Campeonato Japonés de Sport Prototipos
El Campeonato Japonés de Sport Prototipos (nombre oficial: All Japan Sports Prototype Championship (全日本スポーツプロトタイプ選手権?)) es una competencia de automovilismo disputada con sport prototipos en Japón entre los años 1983 y 1992.
Las categorías que cometían eran los Grupo C2 (Clase C) y los IMSA GTP (Clase D). En los primeros años, también se permitían los Grupo A (Clase A) y Grupo B (Clase B), que son turismos - por esa razón, la competencia se llamaba Campeonato Japonés de Resistencia (All Japan Endurance Championship).
En las dos categorías principales, existió una fuerte rivalidad entre el Porsche 956, el Porsche 962 y los modelos de las marcas locales Mazda, Nissan y Toyota. Las dos carreras más prestigiosas fueron los 1000 km de Fuji y los 1000 km de Suzuka.
Luego de la escalada de costos de principios de los 1990, la categoría dio paso en 1993 al Campeonato Japonés de Gran Turismos. El Japan Le Mans Challenge celebrado en 2006 y 2007 fue un intento de revivir esta modalidad de automovilismo en Japón.

## Campeones
| Año  | Piloto                       | Automóvil     |
| ---- | ---------------------------- | ------------- |
| 1983 | Vern Schuppan                | Porsche 956   |
| 1984 | Naoki Nagasaka               | Lotec M1C-BMW |
| 1985 | Kunimitsu Takahashi          | Porsche 962C  |
| 1986 | Kunimitsu Takahashi          | Porsche 962C  |
| 1987 | Kunimitsu Takahashi          | Porsche 962C  |
| 1988 | Hideki Okada                 | Porsche 962C  |
| 1989 | Kunimitsu Takahashi          | Porsche 962C  |
| 1990 | Masahiro Hasemi              | Nissan R90CP  |
| 1991 | Kazuyoshi Hoshino            | Nissan R91CP  |
| 1992 | Geoff Lees (Clase C)         | Nissan R92CP  |
| 1992 | Kazuyoshi Hoshino (Clase C1) | Toyota TS010  |

## Pilotos destacados
| Piloto              | Títulos | Victorias |
| ------------------- | ------- | --------- |
| Kunimitsu Takahashi | 4       | 9         |
| Kazuyoshi Hoshino   | 2       | 8         |
| Vern Schupaan       | 1       | 7         |
| Geoff Lees          | 1       | 7         |
| Toshio Suzuki       | 0       | 7         |
| Kenji Takahashi     | 0       | 6         |
| Hideki Okada        | 1       | 6         |
| Masanori Sekiya     | 0       | 5         |

- Datos: Q636146
- Multimedia: All Japan Sports Prototype Championship / Q636146